# Арсу (футболист)
Артуро Гарсия Муньос (исп. Arturo García Muñoz; 17 марта 1981, Дос-Эрманас, Испания), более известный как Арсу (исп. Arzu) — испанский футболист, полузащитник. Известен по выступления за испанский клуб «Реал Бетис», в составе которого сыграл более двухсот матчей и стал обладателем Кубка Испании.

## Клубная карьера
Арсу родился в городе Дос-Эрманас, Севилья, Испания, где начал заниматься футболом в академии «Реал Бетиса». Он дебютировал за основную команду «Реал Бетиса» в сезоне 2000/01 во втором дивизионе Испании. В том сезоне Арсу сыграл 16 матчей и забил два гола. Свой следующий сезон Арсу провёл в аренде в клубе «Кордова», выступающим в Сегунде.
В свой дебютный сезон в высшем дивизионе Испании Арсу сыграли 35 матчей и отличился четырьмя забитыми мячами, включая гол 1 сентября 2002 года в первом туре против клуба «Депортиво Ла-Корунья».

## Достижения
«Реал Бетис»
- Обладатель Кубка Испании: 2004/05
- Победитель Сегунды: 2010/11